# Ria Beckers

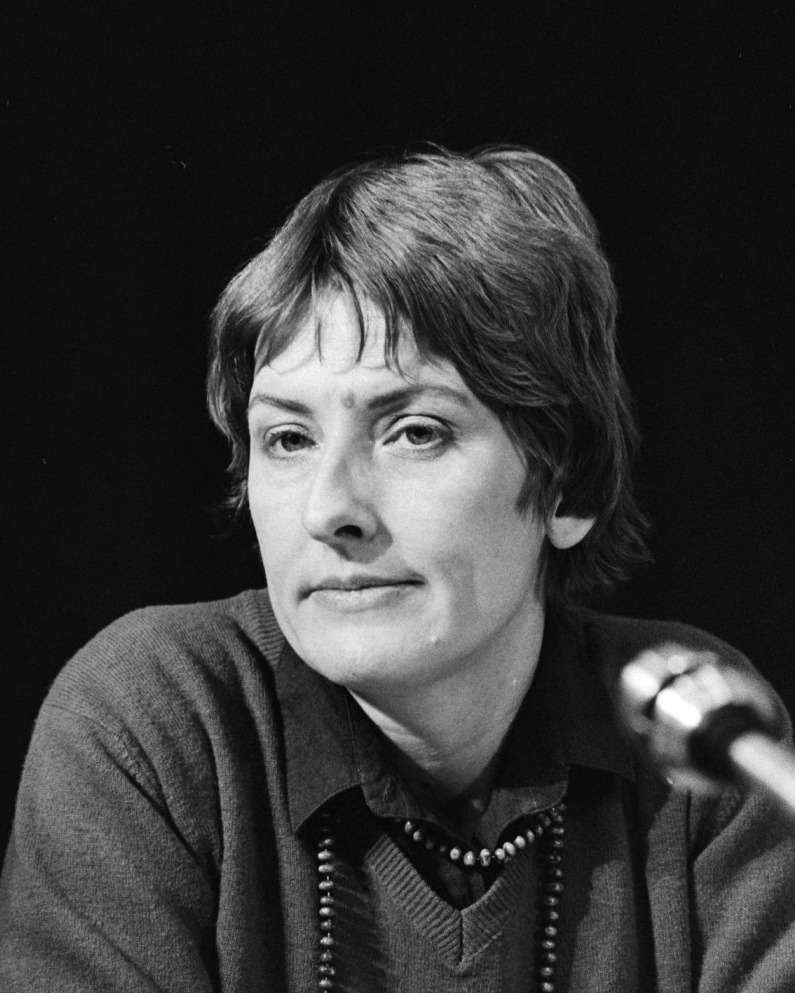
Ria Beckers (1981)

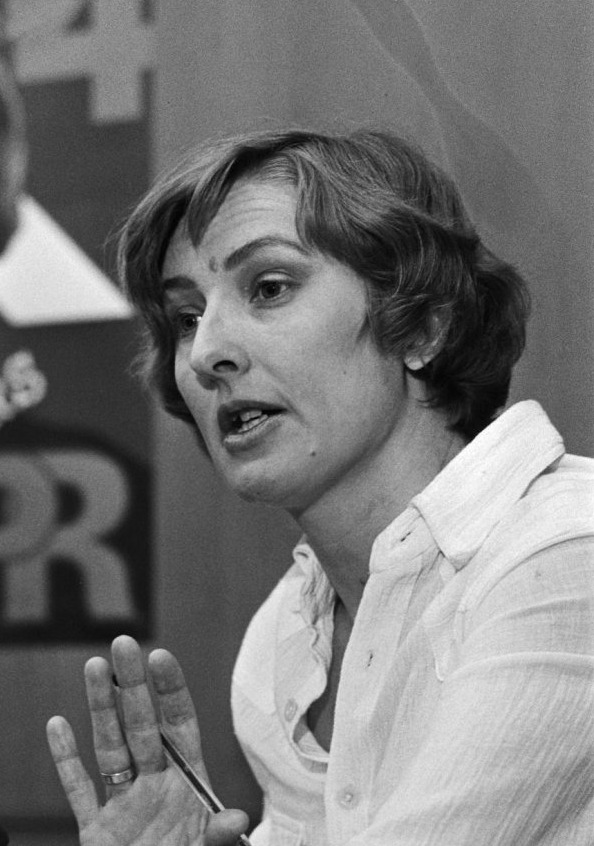
Ria Beckers (1977)

Ria Beckers (* 2. November 1938 in Driebergen; † 22. März 2006 in Wadenoijen) war eine niederländische Politikerin der GroenLinks.

## Leben
Beckers studierte an der Universität Utrecht Pädagogik, Latein und Griechisch. Beckers war Mitglied der Partei Politieke Partij Radikalen (PPR), von 1974 bis 1976 war sie Parteivorsitzende. Von 1977 bis 1989 war Beckers Abgeordnete in der Zweiten Kammer der Generalstaaten, von 1977 bis 1989 Fraktionsvorsitzende der PPR. 1989 wurde sie Mitglied der neugegründeten Partei GroenLinks, von 1989 bis 1993 war sie Fraktionsvorsitzende. Nach dem Ende ihrer politischen Laufbahn war Beckers Vorsitzende der Stiftung für Natur und Umwelt in den Niederlanden und Mitglied des Aufsichtsrats der Universität Wageningen.
Beckers war verheiratet und hatte drei Kinder.

## Auszeichnungen und Preise (Auswahl)
- Offizier des Ordens vom Niederländischen Löwen